# Kōsei Uryū
Kōsei Uryū (japanisch 瓜生 昂勢 Uryū Kōsei; * 8. Januar 1996 in der Präfektur Fukuoka) ist ein japanischer Fußballspieler.

## Karriere
Kōsei Uryū erlernte das Fußballspielen in der Schulmannschaft der Chikuyo Gakuen High School sowie in der Universitätsmannschaft der Universität Fukuoka. Seinen ersten Vertrag unterschrieb er am 1. Februar 2018 beim FC Imabari. Der Verein aus Imabari, einer Stadt in der Präfektur Ehime, spielte in der vierten japanischen Liga, der Japan Football League. Für Imabari absolvierte er 13 Viertligaspiele. Im Februar 2019 wechselte er zum Ligakonkurrenten Verspah Ōita. Für den Verein aus Yufu stand er 45-mal in der vierten Liga auf dem Spielfeld. Azul Claro Numazu, ein Drittligist aus Numazu, nahm ihn am 1. Februar 2021 unter Vertrag. Sein Drittligadebüt gab Kōsei Uryū am 21. März 2021 (2. Spieltag) im Heimspiel gegen den FC Imabari. Hier wurde er in der 63. Minute für Kenshirō Suzuki eingewechselt.